# West Fork Chakina River
Der West Chakina River ist ein 22,7 km langer linker Nebenfluss des Chakina River im zentralen Süden des US-Bundesstaats Alaska.

## Flusslauf
Der West Fork Chakina River wird von einem kleinen Gletscher im Norden der Chugach Mountains auf einer Höhe von etwa 1500 m gespeist. Das Quellgebiet befindet sich 7 km westsüdwestlich des 2489 m hohen Goodlata Peak. Der West Fork Chakina River fließt knapp 17 km in nördlicher Richtung durch ein breites Flusstal. Unterhalb der Einmündung des von Westen heranströmenden Monahan Creek wendet sich der West Fork Chakina River in Richtung Ostnordost und mündet schließlich nach weiteren 6 Kilometern auf einer Höhe von 630 m in den nach Norden fließenden Chakina River.

## Einzugsgebiet
Der West Fork Chakina River entwässert ein Areal von etwa 220 km². Das Einzugsgebiet befindet sich im Wrangell-St.-Elias-Nationalpark. Es grenzt im Osten an das des oberstrom gelegenen Chakina River und im Nordwesten und im Norden an das des Klu River. Südlich des Einzugsgebietes erstreckt sich der Bremner-Gletscher, der zum Tana River nach Osten sowie zum Bremner River nach Westen abfließt.